# Museo del design di Barcellona
Il museo del design di Barcellona (ufficialmente in catalano: Museu del disseny de Barcelona) è un museo  dedicato all'oggettistica, alle arti decorative e al design  che ha sede all'interno del palazzo di Disseny Hub Barcelona.
Esso raccoglie in un unico spazio le collezioni proveniente da quattro musei della città:  il Museu de les Arts Decoratives, il Museu de Ceramica, il Museu Tèxtil i de la Indumentària  e il  Gabinet de les Arts Gràfiques. Insieme alle collezioni cittadine sono state anche trasferite le sedi delle due principali istituzioni private legate al design: il FAD (Foment de les Arts i del Disseny) e il BCD (Barcelona Centre de Disseny).
Progettato da MBM Arquitectes, il museo viene inaugurato nel dicembre 2014. Lo spazio espositivo si sviluppa su 6.000 m2 di sale. Il fondo del museo è composto di 70 000 pezzi
di epoche diverse.